# Kentaro Shigematsu
Kentaro Shigematsu (født 15. april 1991) er en japansk fodboldspiller, som spiller for den japanske fodboldklub Kamatamare Sanuki.